# 3406 Omsk
3406 Omsk è un asteroide della fascia principale del diametro medio di circa 14,68 km. Scoperto nel 1969, presenta un'orbita caratterizzata da un semiasse maggiore pari a 2,7962403 UA e da un'eccentricità di 0,1325435, inclinata di 8,36573° rispetto all'eclittica.